# Veleučilište u Bjelovaru
Veleučilište u Bjelovaru je visoko učilišna ustanova u Bjelovaru. Izvodi tri stručna prijediplomska studija: mehatroniku, sestrinstvo i računarstvo. Na Veleučilištu djeluje Studentski inkubator u kojem studenti u izvannastavnim aktivnostima stječu dodatna znanja iz novih tehnologija i poduzetništva.

## Povijest
Zbog inicijative osnivanja stručnoga studija tehničke struke 2007. godine otvara se Visoka tehnička škola odlukom Grada Bjelovara koji je jedini osnivač ustanove. Nalazi se u strogom centru grada.
Veleučilište u Bjelovaru nastalo je 30. listopada 2017. godine donošenjem odluke Grada Bjelovara o promjeni naziva Visoke tehničke škole u Bjelovaru u Veleučilište u Bjelovaru.

## Vanjske poveznice
- Službena internetska stranica Veleučilišta u Bjelovaru